# Dorcadion weyersii
Dorcadion weyersii är en skalbaggsart som beskrevs av Leon Fairmaire 1866. Dorcadion weyersii ingår i släktet Dorcadion och familjen långhorningar. Inga underarter finns listade i Catalogue of Life.